# Mohamed Daou
Mohamed Daou (arab. محمد الضو, ur. 8 kwietnia 1991 w Al-Kunajtirze) – marokański piłkarz, grający jako napastnik w KAC Kénitra.

## Kariera klubowa

### KAC Kénitra
Zaczynał karierę w KAC Kénitra. Do pierwszego zespołu został włączony w 2010 roku.
W sezonie 2011/2012 (pierwszym w bazie Transfermarkt) zagrał 10 meczów i strzelił bramkę.
W sezonie 2012/2013 zagrał 17 spotkań i również strzelił jednego gola.
W sezonie 2013/2014 rozegrał 3 mecze.

### Hassania Agadir
1 stycznia 2014 roku został zawodnikiem Hassanii Agadir. W tym klubie debiut zaliczył 15 lutego 2014 roku w meczu przeciwko Wydad Casablanca (wygrana 1:0). Daou grał 64 minuty, zmienił go Yacine Wakili. Łącznie zagrał 5 spotkań.

### Dalsza kariera
1 lipca 2015 roku podpisał kontrakt z Mouloudią Wadżda. Rok później odszedł z tego klubu. Następnie, 1 sierpnia 2018 roku podpisał kontrakt z Unionem Touarga. 1 sierpnia 2021 roku zdecydował się na powrót do swojego pierwszego klubu.